# الگی موکاندی
الگی موکاندی (به لاتین: Algi Mukundi) یک منطقهٔ مسکونی در بنگلادش است که در استان چیتاگونگ واقع شده‌است.